# Paulo Fonseca
Paulo Alexandre Rodrigues Fonseca, mais conhecido por Paulo Fonseca (Maputo, 5 de março de 1973), é um técnico e ex-futebolista português que atuava como defesa. Atualmente está no Lyon. 
Jogou em diversos clubes da Liga Portuguesa como Leça FC, CF “Os Belenenses”, CS Marítimo, Vitória SC e CF Estrela da Amadora. Na sua carreira como treinador orientou clubes como CD Aves, FC Paços de Ferreira, FC Porto, SC Braga, Shakhtar Donetsk e AS Roma.
Em Portugal, ganhou reconhecimento ao classificar o P. Ferreira para o playoff de acesso à fase de grupos da Liga dos Campeões, depois de terminar o campeonato em 3.º lugar na temporada 2012/13.
O técnico protagonizou um momento que se tornou viral em dezembro de 2017, quando surgiu vestido de Zorro numa conferência de imprensa. Fonseca tinha prometido mascarar-se como o personagem de ficção, caso o Shakhtar Donetsk conseguisse o apuramento para os oitavos de final da Liga dos Campeões. Algo que veio a acontecer após a vitória por 2-1 sobre o Manchester City, deixando o Nápoles pelo caminho.

## Carreira como jogador
Paulo Fonseca atuava como defesa. Nasceu em Maputo, mas foi em Portugal que conheceu o futebol de competição. Fez a formação no Barreirense, onde chegou ao plantel sénior. No entanto, foi no Leça FC em 1995/96 que teve a primeira experiência na Liga Portuguesa. 
O seu talento despertou o interesse do histórico CF “Os Belenenses”, para onde se transferiu na época seguinte. Seguiu-se uma mudança para o CS Marítimo, ajudando o clube a conseguir um lugar de apuramento para a 1.ª ronda da Taça UEFA. Esteve apenas uma época no clube madeirense, antes de regressar ao continente para representar o Vitória SC. 
Com pouco tempo de jogo em duas temporadas, rumou ao CF Estrela da Amadora. Clube que representou durante cinco temporadas e onde, em 2004/05, optou por encerrar a carreira de jogador aos 32 anos e dar início à de treinador.

## Carreira como treinador

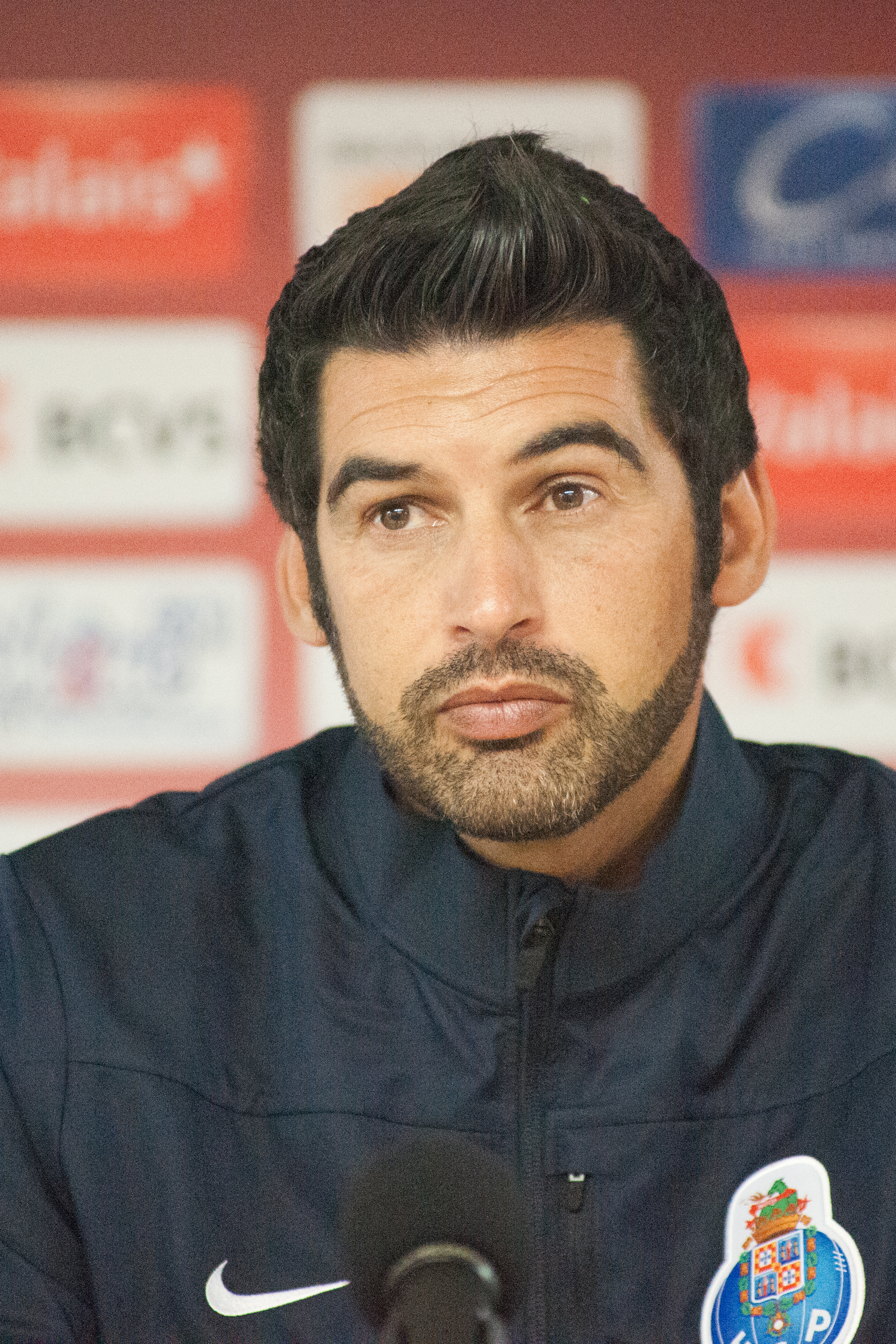
Paulo em 2013.

A primeira experiência como treinador foi na temporada imediatamente após se ter retirado, ao serviço do CF Estrela da Amadora no escalão de juniores. 
O primeiro desafio como técnico principal chegou em 2007/08 no 1.º de Dezembro. Na época seguinte, orientou o Odivelas. Contudo, foi no Pinhalnovense que se destacou ao conduzir a equipa aos quartos de final da Taça de Portugal em duas temporadas consecutivas.
O seu trabalho levou-o ao primeiro grande teste no futebol de alta competição e Paulo Fonseca respondeu positivamente na II Liga portuguesa no comando do Desp. Aves. Conseguiu terminar a temporada 2011/12 num impressionante 3.º lugar.

### FC Paços de Ferreira
Na primeira época no principal escalão do futebol português, Paulo Fonseca foi sensação ao conduzir o Paços de Ferreira ao inédito 3.º lugar no campeonato em 2012/13 e consequente apuramento para o playoff de apuramento para a fase de grupos da Liga dos Campeões, pela primeira e única vez na história do clube. 
Ainda hoje, é a melhor classificação de sempre dos “castores” na Liga Portuguesa. A equipa pacense perdeu apenas frente a FC Porto e SL Benfica, que completaram o pódio. 
Nessa temporada, o Paços de Ferreira ainda alcançou as meias-finais da Taça de Portugal, tendo sido afastado pelo SL Benfica.
A época de sonho, valeu a saída de alguns jogadores para patamares superiores. O FC Porto contratou Josué, o Sevilla levou Diogo Figueiras e o Málaga completou a compra de Antunes.

### FC Porto
Depois da temporada de grande sucesso no Paços de Ferreira, Paulo Fonseca foi apontado como treinador do FC Porto, a 10 de junho de 2013, num acordo válido por duas temporadas. O novo desafio começou da melhor forma. Logo no seu primeiro jogo oficial, conquistou o seu primeiro título da carreira como treinador, a Supertaça Cândido de Oliveira de 2013, ao vencer o Vitória SC por 3-0.
Com apenas 1 derrota em 19 jogos nas competições nacionais, Paulo Fonseca correspondia às expectativas. Contudo, a equipa falhou a passagem aos oitavos de final da Liga dos Campeões e caiu para a Liga Europa. À 21.ª jornada, o FC Porto encontrava-se a 9 pontos da liderança e Paulo Fonseca acabou por ser despedido a 5 de março de 2014, apesar de ter conquistado a Supertaça. A direção do clube nomeou Luís Castro, treinador da equipa B até então, para o seu lugar.
No final da temporada, o FC Porto viu alguns jogadores importantes, que eram utilizados com frequência por Paulo Fonseca, saírem para grandes clubes do futebol europeu. Eliaquim Mangala e Fernando foram vendidos ao Man. City e Nicolás Otamendi reforçou o Valencia.

### Regresso ao FC Paços de Ferreira
Em junho do mesmo ano, Paulo Fonseca voltou ao Paços de Ferreira, onde começou a orientar a equipa no início da época de 2014/15.
Os adeptos ainda tinham na memória a brilhante temporada de apuramento para a Liga dos Campeões, mas o feito era difícil de igualar. Contudo, o Paços de Ferreira fez uma época muito competente e ficou a apenas 1 ponto de conseguir um lugar de acesso à 3.ª Pré-eliminatória da Liga Europa.

### SC Braga
A boa época no P. Ferreira, levou Paulo Fonseca a outro clube de maior dimensão em Portugal. A 2 de julho de 2015, o SC Braga anunciou a contratação do técnico por duas épocas.
A temporada 2015/16, foi a época de afirmação de Fonseca no panorama nacional, mas também europeu. A equipa bracarense chegou aos quartos de final da Liga Europa, sendo eliminada pelo Shakhtar Donetsk (clube que o português viria a treinar na época seguinte), depois de ter terminado o grupo em 1.º lugar com 13 pontos à frente do Marselha e de ter deixado pelo caminho os suíços do FC Sion e os turcos do Fenerbahçe nas rondas a eliminar.
A nível interno, cumpriu os objetivos no campeonato ao terminar em 4.º lugar e conquistou a Taça de Portugal a 22 de maio de 2016, frente ao seu antigo clube, FC Porto, ao vencer nos pontapés de penálti por 4-2, após empate 2-2 no tempo regulamentar. Um troféu que o SC Braga não vencia há 50 anos.
Paulo Fonseca levou ainda a equipa a uma série de 15 jogos seguidos sem perder em todas as competições entre 13 de janeiro e 6 de março de 2016.

### Shakhtar Donetsk
Pouco mais de uma semana depois de ter conquistado a Taça de Portugal com o SC Braga, Fonseca foi anunciado como treinador dos ucranianos do Shakhtar Donetsk por duas temporadas, a 31 de maio de 2016. Levou consigo os adjuntos Nuno Campos e Pedro Moreira, o treinador de guarda-redes António Ferreira e o observador Tiago Leal. O técnico português abraçava assim o primeiro desafio no estrangeiro aos 43 anos, sucedendo a Mircea Lucescu, emblemático treinador do conjunto ucraniano.
A primeira temporada foi um sucesso e de absoluto domínio interno. O Shakhtar foi campeão com 13 pontos de vantagem para o Dynamo Kyiv. Era o primeiro título conquistado pelo clube desde a guerra de 2014 na Ucrânia, uma vez que os jogos na condição de visitado foram realizados em recintos neutros. Fonseca levou ainda o clube a conquistar a Taça da Ucrânia, também sobre o Dynamo Kyiv, por 1-0 na final.
Na Liga Europa, acabou por ser afastado pelo Celta de Vigo nos 16-avos de final. Contudo, foi a única equipa a conseguir uma campanha perfeita na fase de grupos com 6 vitórias em 6 jogos.  
O Shakhtar esteve também 26 jogos consecutivos sem perder em todas as competições entre 7 de agosto de 2016 e 16 de fevereiro de 2017.
Com esta época de excelência, Paulo Fonseca recebeu várias distinções individuais. Foi considerado o melhor treinador português no estrangeiro pelo CNID, recebeu o prémio de treinador do ano da Liga ucraniana 2016/17 e o prémio de treinador do ano 2017 da Federação Ucraniana de Futebol.
A época 2017/18 colocou Paulo Fonseca e o Shakhtar no mapa do futebol europeu. A equipa ucraniana apurou-se para os oitavos de final da Liga dos Campeões, depois de ficar em 2.º lugar no grupo, à frente do Nápoles e Feyenoord e apenas atrás do Man. City. Além disso, venceu todos os jogos em casa para a competição, incluindo na fase a eliminar contra a AS Roma (outro clube que o português viria a treinar mais à frente na carreira) por 2-1. Ainda assim, o Shakhtar perdeu por 1-0 em Itália na segunda mão e ficou afastado da prova milionária.
No decorrer da fase de grupos, o treinador português fez uma promessa que se viria a tornar viral. No lançamento do jogo Nápoles-Shakhtar, Fonseca garantiu que se vestia igual ao personagem de ficção Zorro, caso a equipa ucraniana se apurasse para os oitavos de final. E cumpriu a promessa após a vitória na Ucrânia por 2-1 sobre o Man. City, que lhe valeu o apuramento para a próxima fase. O Shakhtar terminou assim com a série de 28 jogos consecutivos da equipa inglesa sem perder em todas as competições.
Ainda antes, no jogo da primeira volta em Inglaterra, a forma de jogar do Shakhtar surpreendeu o técnico do Man. City, Pep Guardiola, que deixou vários elogios à exibição do conjunto ucraniano, apesar da vitória inglesa por 2-0:
"Uma das melhores equipas que já defrontei. Pela forma como jogaram, exigem muitas coisas. A sua construção é espantosa. Colocam muitos jogadores à frente da bola e quando fazem contacto com o Marlos, com Taison, com Bernard e especialmente com Fred, que tem a capacidade de, com um passe, alcançar os outros. Eles têm muita velocidade no Ismaily, e os alas estão bem organizados defensivamente. Vencemos uma equipa incrível, por isso estou muito orgulhoso dos meus jogadores porque, se não tivéssemos jogado com essa intensidade, neste estilo de alta pressão com aquela equipa, não os poderíamos ter vencido".

A supremacia no futebol interno foi ainda maior. Não só porque o Shakhtar revalidou as conquistas do campeonato ucraniano e da Taça, como também já tinha vencido a Supertaça no início da temporada contra o Dynamo Kyiv por 2-0. 
A época seguinte seria a última de Paulo Fonseca. O técnico viu um mercado de verão muito movimentado nas saídas. O brasileiro Fred saiu para o Man. United por 60 milhões de euros, a venda recorde do Shakhtar. Bernard também saiu para a Premier League, para o Everton a custo zero. Já Facundo Ferreyra saiu a custo zero para o SL Benfica.

“Desde que cheguei ao Shakhtar, com estes 6 meses que passei com Paulo, aprendi muito mais do que em 3 anos com Lucescu. Por isso estou muito feliz com o momento que estou a viver, muito feliz com a equipa e com tudo o que tem acontecido no Campeonato Ucraniano. O Paulo deu uma nova imagem à equipa, um novo estilo de jogo e os resultados são visíveis, isso é irrefutável. E isso deve-se ao trabalho que tem sido feito todos os dias.”
Bernard

Ainda assim, e à semelhança do que aconteceu nas duas temporadas anteriores, o Shakhtar manteve-se competitivo e também dominou o futebol interno em 2018/19 ao fazer nova dobradinha com a conquista do campeonato e Taça.<
A equipa terminou a Liga com o melhor ataque e melhor defesa com 73 golos marcados e 11 sofridos, bem como alcançou um recorde no clube de 10 jogos consecutivos sem sofrer golos na competição, num total de 923 minutos. No total, não sofreu golos em 23 jogos do campeonato, um recorde do clube na competição. O Shakhtar esteve ainda 30 jogos seguidos sem perder.
Na Europa, o conjunto ucraniano caiu da fase de grupos da Liga dos Campeões para os 16-avos de final da Liga Europa, onde foi afastado pelo Eintracht Frankfurt.
Paulo Fonseca foi ainda nomeado para o prémio de treinador do ano para a Federação Portuguesa de Futebol, que acabou por ser entregue a Bruno Lage.

### AS Roma
A 11 de junho de 2019, Paulo Fonseca chega a uma equipa das cinco principais Ligas europeias. O técnico assinou pela AS Roma da Serie A, o desafio mais ambicioso na carreira do português até então, sucedendo a Claudio Ranieri.
Fonseca deixou boas indicações na primeira temporada ao serviço do clube romano. Sobretudo no arranque de época, onde perdeu apenas um jogo em 14 partidas para todas as competições. Destaque para a vitória em casa da Juventus por 3-1 a 1 de agosto de 2020, a primeira de sempre da AS Roma no terreno da Vecchia Signora. Terminou o campeonato em 5.º lugar à frente de AC Milan e Nápoles, conseguindo o apuramento direto para a fase de grupos da Liga Europa na seguinte temporada.
Foi nessa competição que a AS Roma mais se destacou em 2020/21. Os Giallorossi alcançaram as meias-finais da prova, onde foram eliminados pelo Man. United, depois de deixarem pelo caminho o Shakhtar Donetsk nos oitavos de final e o Ajax nos ‘quartos’. A equipa italiana ainda venceu a segunda-mão em Itália por 3-2, mas a derrota em Manchester por 6-2 no primeiro jogo da eliminatória acabou por ser decisiva para o afastamento da AS Roma da Liga Europa. 
“O Fonseca é bom. Todos falam bem dele, quer como pessoa, quer como treinador. Gosto dele. É um treinador que tem um estilo bastante ofensivo e que não tem medo de nada”.
Francesco Totti

A equipa de Fonseca terminou o campeonato em 7.º lugar, alcançado o apuramento para a Conference League. Apesar da brilhante campanha europeia, o português acabou por ser afastado do comando técnico da AS Roma no final da temporada.

### Lille
Em 29 de junho de 2022, Fonseca assinou um contrato de dois anos com o Lille. Ele fez sua estreia em 7 de agosto, em uma vitória em casa por 4 a 1 sobre o Auxerre. Em 9 de outubro, sua equipe derrotou o rival do Derby du Nord, Lens, por 1 a 0, também no Stade Pierre-Mauroy.
Na temporada 2023–24, o Lille terminou em quarto lugar na Ligue 1 depois de um empate em 2-2 com o Nice na última rodada, perdendo assim a qualificação direta para a Liga dos Campeões da UEFA. Ele deixou o clube em 5 de junho de 2024 por consentimento mútuo.

### Milan
No dia 13 de junho de 2024, Fonseca foi anunciado como novo treinador do Milan, assinando um contrato de três anos.
No dia 29 de dezembro de 2024, Fonseca foi despedido do cargo de treinador do Associazione Calcio Milan após um empate de 1-1 frente ao Associazione Sportiva Roma, juntando também uma série de resultados negativos.

## Estilo de jogo
Massimo Ambrosini, antigo futebolista do AC Milan e de Itália, descreveu Paulo Fonseca como um treinador tranquilo, equilibrado e que consegue tirar o máximo proveito dos recursos que tem à sua disposição.
“Gosto da calma, do equilíbrio, da vontade de tentar liderar sempre os jogos. O ano passado teve a capacidade de conciliar o ambiente, mesmo com as muitas lesões. Não conseguiu pôr o seu trabalho em prática na totalidade, mas mereceu a continuidade. Ele é um treinador moderno, não se concentra numa única ideia, tenta aproveitar ao máximo o que tem disponível. Continuo a pensar que a Roma é muito forte. Eles estão bem estruturados”.
Massimo Ambrosini

## Vida pessoal
Paulo Fonseca nasceu em Moçambique, mas mudou-se para Portugal com um ano de idade. Casou-se com Katerina Ostroushko, uma apresentadora ucraniana de televisão, a 29 de maio de 2018, enquanto treinador do Shakhtar Donetsk.
Em fevereiro de 2022, Paulo Fonseca viu-se obrigado a fugir da Ucrânia com a família, devido à invasão da Rússia. Tentaram deixar o país no primeiro dia de bombardeamentos em Kiev, mas foi impossível por causa do trânsito cerrado nas principais vias de saída da capital.
Fonseca e a família acabaram por passar uma noite no bunker do hotel do presidente do Shakhtar Donetsk. No dia seguinte, conseguiram abandonar Kiev numa carrinha da Embaixada Portuguesa na Ucrânia que os levou até Bucareste, na Roménia, com passagem pela Moldávia. A viagem durou mais de 30 horas até território romeno.
O técnico, a mulher e o filho conseguiram viajar para Portugal num voo de repatriamento a 28 de fevereiro de 2022.
Paulo Fonseca e a mulher Katerina tornaram-se embaixadores da iniciativa "Cada clube, uma família" da Federação Portuguesa de Futebol, que tem como objetivo transformar os clubes nacionais numa plataforma de apoio a famílias ucranianas, como forma de facilitar a sua integração na sociedade portuguesa.

## Títulos
FC Porto
- Supertaça Cândido de Oliveira: 2013

SC Braga
- Taça de Portugal: 2015–16

Shakhtar Donetsk
- Campeonato Ucraniano: 2016–17, 2017–18 e 2018–19
- Taça da Ucrânia: 2016–17, 2017–18 e 2018–19
- Supertaça Ucraniana: 2017

### Prémios individuais
- Melhor Treinador do Campeonato Ucraniano: 2016–17
- Treinador do ano para a Federação de Futebol da Ucrânia: 2017

## Estatísticas como treinador
Atualizadas até 30 de junho de 2021.
| Clube               | Início              | Até                 | Jogos | Jogos | Jogos | Jogos | Jogos | Jogos | Jogos | Jogos |
| Clube               | Início              | Até                 | J     | V     | E     | D     | GP    | GC    | SG    | %     |
| ------------------- | ------------------- | ------------------- | ----- | ----- | ----- | ----- | ----- | ----- | ----- | ----- |
| 1º de Dezembro      | 1 de julho de 2007  | 30 de junho de 2008 | 34    | 13    | 11    | 10    | 39    | 32    | +7    | 38.24 |
| Odivelas            | 30 de junho de 2008 | 1 de julho de 2009  | 35    | 11    | 10    | 14    | 44    | 46    | −2    | 31.43 |
| Pinhalnovense       | 1 de julho de 2009  | 7 de junho de 2011  | 72    | 33    | 21    | 18    | 98    | 68    | +30   | 45.83 |
| Desportivo das Aves | 7 de junho de 2011  | 30 de maio de 2012  | 38    | 16    | 16    | 6     | 49    | 29    | +20   | 31.43 |
| Paços de Ferreira   | 30 de maio de 2012  | 9 de junho de 2013  | 41    | 22    | 13    | 6     | 62    | 38    | +24   | 53.66 |
| Porto               | 10 de junho de 2013 | 5 de março de 2014  | 37    | 21    | 9     | 7     | 69    | 31    | +38   | 56.76 |
| Paços de Ferreira   | 10 de junho de 2014 | 1 de julho de 2015  | 39    | 14    | 12    | 13    | 58    | 53    | +5    | 31.43 |
| Braga               | 1 de julho de 2015  | 31 de maio de 2016  | 57    | 29    | 15    | 13    | 90    | 58    | +32   | 31.43 |
| Shakhtar Donetsk    | 31 de maio de 2016  | 11 de junho de 2019 | 139   | 103   | 19    | 17    | 295   | 112   | +183  | 74.1  |
| Roma                | 11 de junho de 2019 | 30 de junho de 2021 | 102   | 53    | 22    | 27    | 195   | 139   | +56   | 51.96 |
| Lille               | 29 de junho de 2022 | 5 de junho de 2024  | 90    | 47    | 25    | 18    | 159   | 90    | +69   | 52.22 |
| Total               | Total               | Total               | 684   | 362   | 172   | 150   | 1,154 | 698   | +456  | 52.92 |